# Кутев, Филип
Филип Кутев (13 июня 1903, Айтос—27 ноября 1982, София) — болгарский композитор, дирижёр, этнограф, фольклорист, популяризатор болгарской народной музыки.

## Биография
С 1922 года брал уроки игры на скрипке у профессора Ганса Коха. В 1926 году окончил Высшую музыкальную школу, затем музыкальную академию и педагогическое отделение консерватории (1930). Позже, более 5 лет работал капельмейстером военного оркестра в Бургасе и Софии. Военный музыкант в звании полковника.
В 1951 году основал в Софии первый в Болгарии Государственный ансамбль народной песни и танца, бессменным руководителем которого был до самой смерти. Вместе с коллективом выступал во многих странах мира. Ныне ансамбль носит его имя.

## Творчество
Автор ряда произведений, созданных на основе болгарской народной музыки, в том числе, хоровой и оркестровой музыки («Болгарская рапсодия», 1937, симфоническая поэма «Герман», 1940 (на основе древнего болгарского ритуала дождя), симфония «Молодость», 1947 и др.), камерно-инструментальных произведений, кантат, многих песен.
Писал музыку для кино (фильм «Под игото», 1952 и «Хитър Петър», 1960).
Главной целью его творчества была стилизация, гармонизация и создание аутентичного фольклора, его сохранения и презентации.
По примеру ансамбля Кутева позже было создано несколько фольклорных коллективов, таких, как «Тракия» (южно-болгарский фольклор), «Севернячки» (северо-болгарский фольклора), «Пирин» (фольклор юго-запада Болгарии) и другие.